# غاري فلوود
غاري فلوود (بالإنجليزية: Gary Flood)‏ هو لاعب كرة قدم أمريكي، ولد في 7 سبتمبر 1985 في هاوبباوج في الولايات المتحدة. لعب مع نيو إنجلاند ريفولوشن.

## وصلات خارجية
- غاري فلوود على موقع الدوري الأمريكي (الإنجليزية)
- غاري فلوود على موقع قاعدة بيانات كرة القدم.إي يو (الإنجليزية)